# Circuit intégré 7437

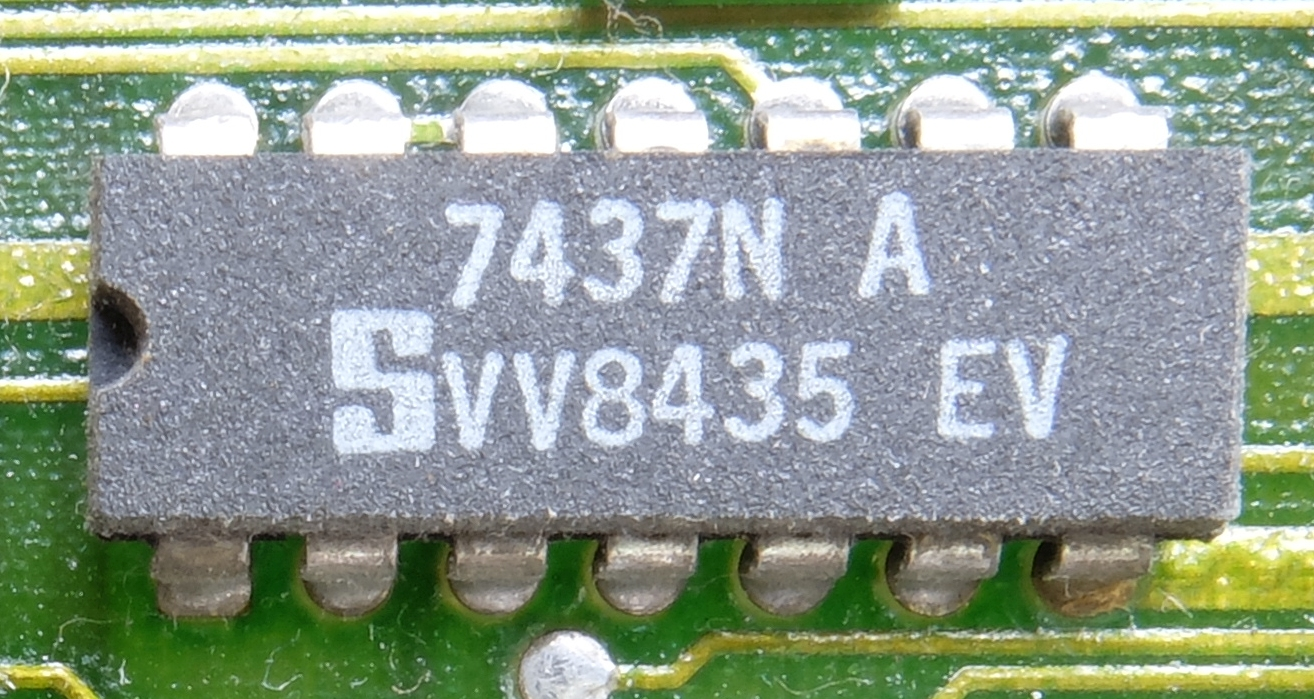
Circuit intégré 7437 (Signetics 7437N)

Brochage

Die d'un 54LS37

Le circuit intégré 7437 fait partie de la série des circuits intégrés 7400 utilisant la technique TTL.

Ce circuit est composé de quatre portes logiques indépendantes NON-ET.

Chaque porte possède un buffer.